# A Garota das Telas
A Garota das Telas é um filme curta metragem, dirigido por Cao Hamburger em 1988. O filme se trata de uma animação que tem como tema central uma história de amor. Para conseguir a mulher dos sonhos, existem amantes capazes de mergulhar numa viagem estranha através de todos os genêros e estilos que o cinema inventou para representar a maior de todas as artes: a arte da paixão.